# لوح شکایت به ایا-ناصر
لوح شکایت به ایا-ناصر یک لوح گلی است که در حدود ۱۷۵۰ پیش از میلاد نوشته شده و به دولت‌شهر باستانی اور فرستاده شده است. این لوح که ۱۱٫۶ سانتی‌متر ارتفاع و ۵ سانتی‌متر عرض دارد بیانگر وجود تراکنش تجاری بین بازرگانی به نام ایا-ناصر و خریداری به نام نانی است که در آن نانی در شکایتی که به خط میخی نوشته است کیفیت پایین مس و رفتار نامناسب با خدمتکارش گلایه کرده است.
این لوح توسط سر لئونارد وولی در اور کشف و در حال حاضر در موزه بریتانیا نگهداری می‌شود. این لوح به خط میخی اکدی نوشته شده و به عنوان «قدیمی‌ترین شکایت خریدار» توسط رکوردهای جهانی گینس به رسمیت شناخته شده است. از سال ۲۰۱۵ به بعد محتوای لوح و خصوصا ایا-ناصر به عنوان یک میم اینترنتی دربارهٔ شکایت از کالای خریداری شده محبوبیت یافت.

## توضیحات
لوح ۱۱٫۶ سانتیمتر (۴ ۹⁄۱۶ اینچ) عرض، ۵ سانتیمتر (۱ ۱۵⁄۱۶ اینچ) طول، ۲٫۶ سانتیمتر (۱ اینچ) ضخامت دارد و کمی هم آسیب دیده است.

## محتوا

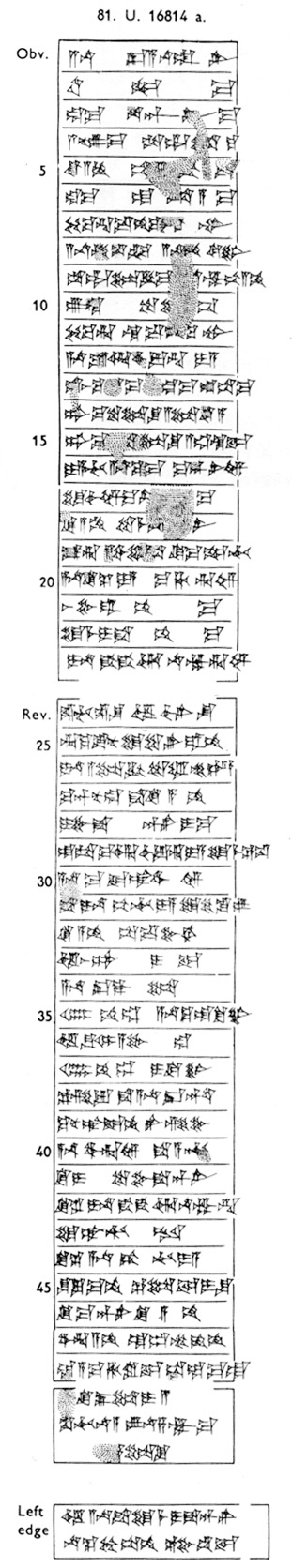
نسخه‌ای از متن روی سطح جلو، پشت و لبه چپ لوح

لوح توضیح می‌دهد که ایا-ناصر به دیلمون سفر کرد تا مس بخرد و سپس آن را در میان‌رودان بفروشد. در یکی از معاملات او توافق کرده بود که شمش‌های مس را به نانی بفروشد. نانی خدمتکار خود را با پول فرستاد تا معامله را تکمیل کند. نانی تشخیص داد که مس بی‌کیفیت است و آن را نپذیرفت.
در پاسخ نانی نامه‌ای به خط میخی برای ارسال به ایا-ناصر نوشت. در این نامه شکایتی به ایا-ناصر ثبت شده که مربوط به مس تحویل داده شده با کیفیت نامطلوب و مشکلات دیگری در تحویل است. همچنین، نانی از رفتار بی‌ادبانه‌ای که با خدمتکارش (که مسئولیت معامله را بر عهده داشت) صورت گرفته بود شکایت کرد. او عنوان کرد که در زمان نوشتن مس را نپذیرفته ولی هزینه آن را پرداخت کرده است.
ایا-ناصر بخشی از گروه تاجران «الیک تیلمن» یا «تاجران دیلمون» بود. از دیگر متون معلوم است که او در سال‌های یازدهم و نوزدهم حکومت ریم-سین یکم فرمانروای لارسا فعال بوده است.

تصویری از داخل خانه‌ای بابِلی قدیمی که در خرابه‌های اور یافت شده و ممکن است محل سکونت ایا-ناصر بوده باشد.

این لوح توسط سر لئونارد وولی که رهبری یک کاوش مشترک از دانشگاه پنسیلوانیا و موزه بریتانیا را در شهر سومری اور از سال ۱۹۲۲ تا ۱۹۳۴ بر عهده داشت کشف و به دست آمد.

## ترجمه‌ها
لئو اوپنهایم در مقاله‌ای در سال ۱۹۵۴ برای ژورنال انجمن شرقی آمریکا چندین خط از این لوح را ترجمه کرد. ترجمه‌ای به زبان انگلیسی از لوح توسط و.ف. لیمنز در سال ۱۹۶۰ انجام شد؛ ترجمه لیمنز شامل این خطوطی بود که اوپنهایم ترجمه کرده بود و همچنین شامل چند ورودی از فریتز رودولف کراوس در مورد معنی چند خط بود. اوپنهایم خودش در سال ۱۹۶۷ یک ترجمه کامل از لوح منتشر کرد، بی‌خبر از ترجمه‌های دیگر از این لوح ترجمه‌ای که از مارک وان د میروپ الهام گرفته و در ارتباطی شخصی به استیون جی. گارفینکل ارسال شده بود، در سال ۲۰۱۰ منتشر شد؛ یک مرور کتاب توسط والتر فاربر اشاره کرده بود که این ترجمه «همیشه به جزئیات وفادار نیست». آی.ام. دیاکونوف در سال ۱۹۹۰ ترجمه‌ای به زبان روسی منتشر کرد.

## لوح‌های دیگر
لوح‌های دیگری در خرابه‌هایی که تصور می‌شود محل سکونت ایا-ناصر بوده، یافت شده‌اند. این‌ها شامل نامه‌ای از مردی به نام آربی‌تورام است که شکایت کرده بود هنوز مس خود را دریافت نکرده است، در حالی که فرد دیگری گفته بود از دریافت مس بی‌کیفیت خسته شده است.

## میراث
این لوح شکایت به دلیل ماهیت به‌ظاهر ناسازگار آن با زمان به یک میم اینترنتی تبدیل شده است.
توسط رکوردهای جهانی گینس به عنوان «قدیمی‌ترین شکایت مشتری» شناخته شده است.

## پیوندهای بیرون
- "British Museum Object". موزه بریتانیا. موزه بریتانیا. BM 131236. Retrieved 1 February 2024.
- "UET 5, 0081". طرح کتابخانه دیجیتال خط میخی. دانشگاه کالیفرنیا، لس آنجلس. CDLI no. P414985. Retrieved 28 September 2022.
- "16814A | 1953,0411.71". UrOnline - The Digital Resource for the Excavation of Ur (به انگلیسی). The British Museum. Retrieved 28 September 2022.
- "UET 5 81 [BM 131236 = 1953-04-11, 71 = U.16814a]". Archibab. Collège de France. Retrieved 28 September 2022.
- 3D scan of the tablet